# Еннер Валенсія
Еннер Валенсія (ісп. Enner Valencia, нар. 4 листопада 1989, Сан-Лоренсо) — еквадорський футболіст, півзахисник клубу «Фенербахче» і національної збірної Еквадору.
Навесні 2022 року підтримав Україну після повномасштабного вторгнення російської армії. «Футбол для миру», — написав тоді в інстаграмі еквадорець, виставивши фотографію з дружиною. Еннер був у формі «Шахтаря», його дружина вплела у волосся синю та жовту стрічки.

## Клубна кар'єра
Вихованець футбольної школи «Карібе Хуніор». Розпочав кар'єру в клубі «Емелек». 6 лютого 2010 року в матчі проти «Депортіво Кіто» він дебютував у еквадорській Прімері. 3 жовтня в поєдинку проти ЛДУ Кіто Еннер забив свій перший гол за «Емелек». Три роки поспіль Валенсія ставав віце-чемпіоном Еквадору і тільки в 2013 році виграв національну першість.
На початку 2014 року Еннер перейшов у мексиканську «Пачуку». 5 січня в матчі проти «Толуки» він дебютував у мексиканській Прімері. 19 січня в поєдинку проти «Тіхуани» він забив свій перший гол за нову команду. У 2014 році Валенсія став найкращим бомбардиром і допоміг «Пачука» вийти у фінал. У першому фінальному поєдинку проти «Леона» він зробив «дубль» і допоміг команді здобути перемогу, але у відповідному успіх святкували «леви», забивши два м'ячі. За підсумками сезону Валенсія став найкращим бомбардиром першості Мексики.

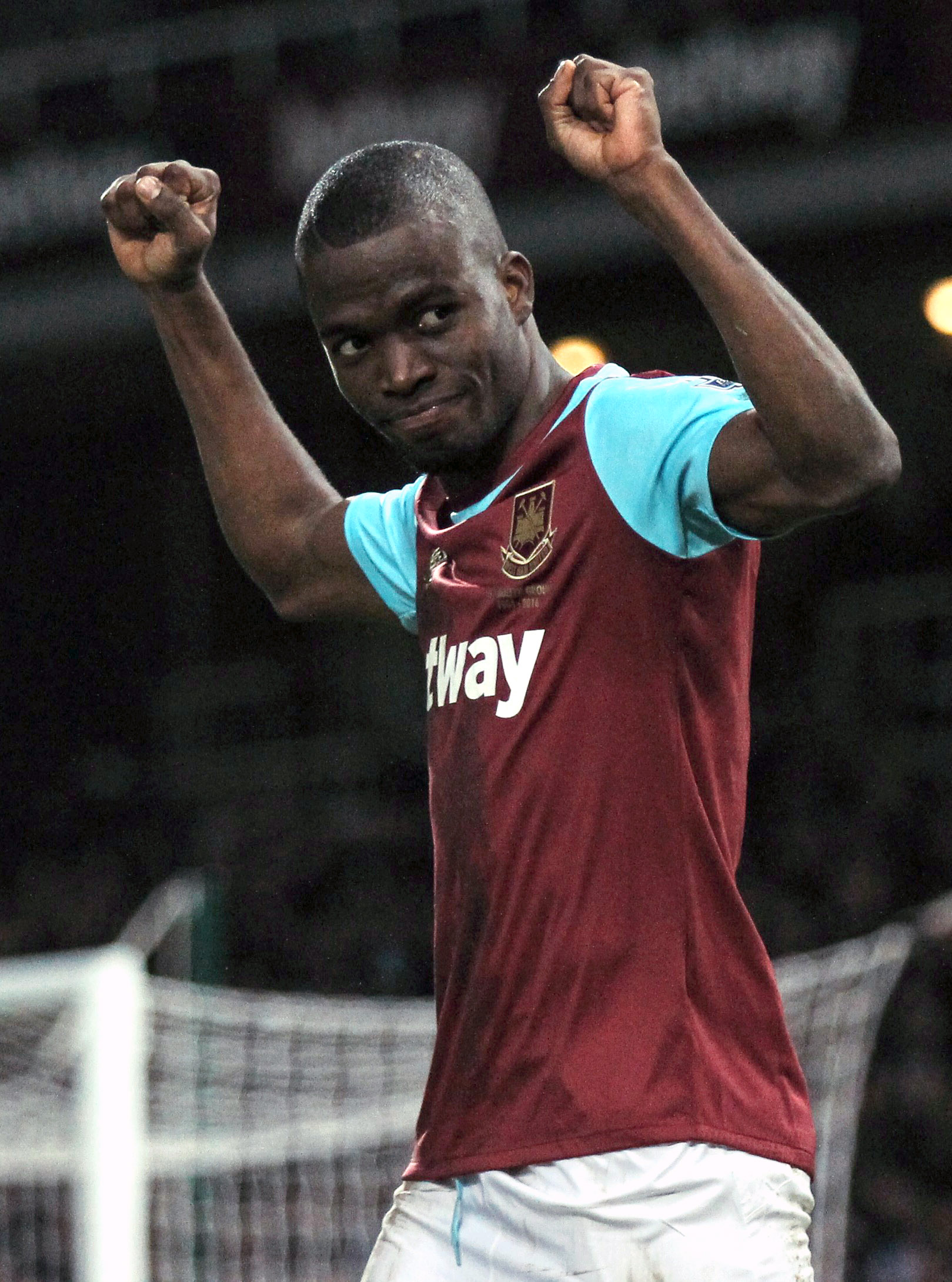
Еннер Валенсія під час виступів за «Вест Гем Юнайтед». 23 січня 2016 року.

Після успішного виступу на чемпіонаті світу європейські клуби зацікавилися Еннером. 15 липня він підписав контракт на п'ять років з англійським «Вест Гем Юнайтед». Сума трансферу склала 15 млн фунтів. 16 серпня в матчі проти «Тоттенгем Готспур» Валенсія дебютував у англійській Прем'єр-лізі, замінивши в кінці поєдинку Карлтона Коула. 15 вересня в поєдинку проти «Галл Сіті» Еннер забив свій перший гол за «молотобійців».
Влітку 2016 року Валенсія на правах оренди перейшов в «Евертон». 17 вересня в матчі проти «Мідлсбро» він дебютував за новий клуб, замінивши у другому таймі Ромелу Лукаку.
З 2017 захищав кольори мексиканського клубу УАНЛ Тигрес.
28 серпня 2020, Валенсія на правах вільного агента перейшов до турецького клубу «Фенербахче».

## Виступи за збірну
12 лютого 2012 року в товариському матчі проти збірної Гондурасу Валенсія дебютував за збірну Еквадору. 20 листопада 2013 року також у зустрічі проти Гондурасу Еннер забив свій перший гол за національну команду.
У 2014 році Валенсія потрапив у заявку збірної на участь у чемпіонаті світу у Бразилії. На турнірі він зіграв у матчах проти збірних Швейцарії, Гондурасу та Франції. На світовій першості Еннер забив три голи: він двічі відзначився в поєдинку проти Гондурасу і одного разу вразив ворота швейцарців.
Влітку 2015 року Еннер взяв участь у Кубку Америки у Чилі. На турнірі він зіграв у матчах проти збірних Чилі, Болівії та Мексики. В поєдинках проти болівійців і мексиканців Валенсія забив по голу.
У 2016 році Еннер вдруге взяв участь у Кубку Америки у США. На турнірі він зіграв у матчах проти збірних Бразилії, Перу, Гаїті та США. В поєдинках проти перуанців і гаїтян Валенсія забив по голу.
Наразі провів у формі головної команди країни 75 матчів, забивши 37 голів. Автор першого забитого голу і дублю на чемпіонаті світу з футболу 2022 в Катарі. Завдяки першому голу Валенсія став найстаршим автором дебютного голу на мундіалі.
| Дата       | Місто            | Господарі         | Результат | Гості             | Турнір                            | Голи | Примітки     |
| ---------- | ---------------- | ----------------- | --------- | ----------------- | --------------------------------- | ---- | ------------ |
| 29-02-2012 | Гуаякіль         | Еквадор           | 2 – 0     | Гондурас          | товариський матч                  | -    |              |
| 14-08-2013 | Гуаякіль         | Еквадор           | 0 – 2     | Іспанія           | товариський матч                  | -    |              |
| 06-09-2013 | Барранкілья      | Колумбія          | 1 – 0     | Еквадор           | Відбір до ЧС 2014                 | -    |              |
| 11-10-2013 | Кіто             | Еквадор           | 1 – 0     | Уругвай           | Відбір до ЧС 2014                 | -    |              |
| 15-10-2013 | Сантьяго         | Чилі              | 2 – 1     | Еквадор           | Відбір до ЧС 2014                 | -    |              |
| 15-11-2013 | Іст-Ратерфорд    | Еквадор           | 0 – 0     | Аргентина         | товариський матч                  | -    |              |
| 19-11-2013 | Х'юстон          | Гондурас          | 2 – 2     | Еквадор           | товариський матч                  | 1    |              |
| 05-03-2014 | Лондон           | Австралія         | 3 – 4     | Еквадор           | товариський матч                  | 1    |              |
| 31-5-2014  | Арлінгтон        | Мексика           | 3 – 1     | Еквадор           | товариський матч                  | 1    | 46'          |
| 4-6-2014   | Маямі-Гарденс    | Еквадор           | 2 – 2     | Англія            | товариський матч                  | 1    | 83'          |
| 15-6-2014  | Бразиліа         | Швейцарія         | 2 – 1     | Еквадор           | ЧС 2014 - груповий етап           | 1    |              |
| 20-6-2014  | Куритиба         | Гондурас          | 1 – 2     | Еквадор           | ЧС 2014 - груповий етап           | 2    | 72'          |
| 25-6-2014  | Ріо-де-Жанейро   | Еквадор           | 0 – 0     | Франція           | ЧС 2014 - груповий етап           | -    |              |
| 6-9-2014   | Форт-Лодердейл   | Болівія           | 0 – 4     | Еквадор           | товариський матч                  | 1    | 59' 76'      |
| 9-9-2014   | Іст-Ратерфорд    | Бразилія          | 1 – 0     | Еквадор           | товариський матч                  | -    |              |
| 10-10-2014 | Іст-Гартфорд     | США               | 1 – 1     | Еквадор           | товариський матч                  | 1    |              |
| 14-10-2014 | Гаррісон         | Сальвадор         | 1 – 5     | Еквадор           | товариський матч                  | 2    |              |
| 3-6-2015   | Панама           | Панама            | 1 – 1     | Еквадор           | товариський матч                  | -    | 61'          |
| 6-6-2015   | Портов'єхо       | Еквадор           | 4 – 0     | Панама            | товариський матч                  | -    |              |
| 11-6-2015  | Ла-Серена        | Чилі              | 2 – 0     | Еквадор           | Копа Америка 2015 - груповий етап | -    |              |
| 15-6-2015  | Вальпараїсо      | Еквадор           | 2 – 3     | Болівія           | Копа Америка 2015 - груповий етап | 1    |              |
| 19-6-2015  | Ранкагуа         | Мексика           | 1 – 2     | Еквадор           | Копа Америка 2015 - груповий етап | 1    |              |
| 24-3-2016  | Кіто             | Еквадор           | 2 – 2     | Парагвай          | Відбір до ЧС 2018                 | 1    |              |
| 29-3-2016  | Барранкілья      | Колумбія          | 3 – 1     | Еквадор           | Відбір до ЧС 2018                 | -    | 76'          |
| 25-5-2016  | Фриско           | США               | 1 – 0     | Еквадор           | товариський матч                  | -    |              |
| 5-6-2016   | Пасадіна         | Еквадор           | 0 – 0     | Бразилія          | Копа Америка 2016 - груповий етап | -    | 77' 81'      |
| 8-6-2016   | Глендейл         | Еквадор           | 2 – 2     | Перу              | Копа Америка 2016 - груповий етап | 1    |              |
| 12-6-2016  | Іст-Ратерфорд    | Еквадор           | 4 – 0     | Гаїті             | Копа Америка 2016 - груповий етап | 1    | 84'          |
| 17-6-2016  | Сіетл            | США               | 2 – 1     | Еквадор           | Копа Америка 2016 - 1/8 фіналу    | -    |              |
| 1-9-2016   | Кіто             | Еквадор           | 0 – 3     | Бразилія          | Відбір до ЧС 2018                 | -    |              |
| 7-9-2016   | Ліма             | Перу              | 2 – 1     | Еквадор           | Відбір до ЧС 2018                 | -    |              |
| 6-10-2016  | Кіто             | Еквадор           | 3 – 0     | Чилі              | Відбір до ЧС 2018                 | -    | 82'          |
| 11-10-2016 | Ла-Пас           | Болівія           | 2 – 2     | Еквадор           | Відбір до ЧС 2018                 | 2    | 84'          |
| 15-11-2016 | Кіто             | Еквадор           | 3 – 0     | Венесуела         | Відбір до ЧС 2018                 | 1    |              |
| 23-3-2017  | Асунсьйон        | Парагвай          | 2 – 1     | Еквадор           | Відбір до ЧС 2018                 | -    |              |
| 28-3-2017  | Кіто             | Еквадор           | 0 – 2     | Колумбія          | Відбір до ЧС 2018                 | -    | 59'          |
| 8-6-2017   | Бока-Ратон       | Еквадор           | 1 – 1     | Венесуела         | товариський матч                  | -    | cap. 89'     |
| 13-6-2017  | Гаррісон         | Сальвадор         | 0 – 3     | Еквадор           | товариський матч                  | 1    | cap. 60'     |
| 31-8-2017  | Порту-Алегрі     | Бразилія          | 2 – 0     | Еквадор           | Відбір до ЧС 2018                 | -    | 73'          |
| 5-9-2017   | Кіто             | Еквадор           | 1 – 2     | Перу              | Відбір до ЧС 2018                 | 1    |              |
| 10-10-2017 | Кіто             | Еквадор           | 1 – 3     | Аргентина         | Відбір до ЧС 2018                 | -    | 41'          |
| 7-9-2018   | Гаррісон         | Ямайка            | 0 – 2     | Еквадор           | товариський матч                  | 1    | 68'          |
| 11-9-2018  | Бриджв'ю         | Еквадор           | 2 – 0     | Гватемала         | товариський матч                  | 1    |              |
| 12-10-2018 | Доха             | Катар             | 4 – 3     | Еквадор           | товариський матч                  | 2    | cap. 90+3'   |
| 16-11-2018 | Ліма             | Перу              | 0 – 2     | Еквадор           | товариський матч                  | 1    | 83'          |
| 20-11-2018 | Панама           | Панама            | 1 – 2     | Еквадор           | товариський матч                  | 1    | 60'          |
| 1-6-2019   | Маямі            | Венесуела         | 1 – 1     | Еквадор           | товариський матч                  | 1    | 70'          |
| 10-6-2019  | Арлінгтон        | Мексика           | 3 – 2     | Еквадор           | товариський матч                  | -    | cap.         |
| 16-6-2019  | Белу-Оризонті    | Уругвай           | 4 – 0     | Еквадор           | Копа Америка 2019 - груповий етап | -    |              |
| 21-6-2019  | Салвадор         | Еквадор           | 1 – 2     | Чилі              | Копа Америка 2019 - груповий етап | 1    | cap.         |
| 25-6-2019  | Белу-Оризонті    | Еквадор           | 1 – 1     | Японія            | Копа Америка 2019 - груповий етап | -    | cap.         |
| 13-10-2019 | Ельче            | Аргентина         | 6 – 1     | Еквадор           | товариський матч                  | -    | 46'          |
| 14-11-2019 | Портов'єхо       | Еквадор           | 3 – 0     | Тринідад і Тобаго | товариський матч                  | 2    | 58'          |
| 19-11-2019 | Гаррісон         | Еквадор           | 0 – 1     | Колумбія          | товариський матч                  | -    |              |
| 8-10-2020  | Буенос-Айрес     | Аргентина         | 1 – 0     | Еквадор           | Відбір до ЧС 2022                 | -    | cap. 43'     |
| 13-10-2020 | Кіто             | Еквадор           | 4 – 2     | Уругвай           | Відбір до ЧС 2022                 | -    | cap. 69'     |
| 4-6-2021   | Порту-Алегрі     | Бразилія          | 2 – 0     | Еквадор           | Відбір до ЧС 2022                 | -    | cap. 55' 76' |
| 13-6-2021  | Куяба            | Колумбія          | 1 – 0     | Еквадор           | Копа Америка 2021 - груповий етап | -    | cap. 87'     |
| 20-6-2021  | Ріо-де-Жанейро   | Венесуела         | 2 – 2     | Еквадор           | Копа Америка 2021 - груповий етап | -    | cap. 21'     |
| 27-6-2021  | Гоянія           | Бразилія          | 1 – 1     | Еквадор           | Копа Америка 2021 - груповий етап | -    | cap. 83'     |
| 3-7-2021   | Гоянія           | Аргентина         | 3 – 0     | Еквадор           | Копа Америка 2021 - чвертьфінал   | -    | cap.         |
| 2-9-2021   | Кіто             | Еквадор           | 2 – 0     | Парагвай          | Відбір до ЧС 2022                 | -    | cap. 80'     |
| 5-9-2021   | Кіто             | Еквадор           | 0 – 0     | Чилі              | Відбір до ЧС 2022                 | -    | cap.         |
| 9-9-2021   | Монтевідео       | Уругвай           | 1 – 0     | Еквадор           | Відбір до ЧС 2022                 | -    | 84'          |
| 7-10-2021  | Гуаякіль         | Еквадор           | 3 – 0     | Болівія           | Відбір до ЧС 2022                 | 2    | cap. 63'     |
| 10-10-2021 | Каракас          | Венесуела         | 2 – 1     | Еквадор           | Відбір до ЧС 2022                 | 1    | cap. 65'     |
| 14-10-2021 | Барранкілья      | Колумбія          | 0 – 0     | Еквадор           | Відбір до ЧС 2022                 | -    | cap. 63'     |
| 27-1-2022  | Кіто             | Еквадор           | 1 – 1     | Бразилія          | Відбір до ЧС 2022                 | -    | cap. 70'     |
| 24-3-2022  | Сьюдад-дель-Есте | Парагвай          | 3 – 1     | Еквадор           | Відбір до ЧС 2022                 | -    | cap. 53' 58' |
| 29-3-2022  | Гуаякіль         | Еквадор           | 1 – 1     | Аргентина         | Відбір до ЧС 2022                 | 1    | 60'          |
| 3-6-2022   | Гаррісон         | Еквадор           | 1 – 0     | Нігерія           | товариський матч                  | -    | 71'          |
| 12-6-2022  | Форт-Лодердейл   | Еквадор           | 1 – 0     | Кабо-Верде        | товариський матч                  | -    | 46'          |
| 23-9-2022  | Мурсія           | Саудівська Аравія | 0 – 0     | Еквадор           | товариський матч                  | -    |              |
| 27-9-2022  | Дюссельдорф      | Японія            | 0 – 0     | Еквадор           | товариський матч                  | -    | 76'          |
| Усього     |                  | Матчів            | 74        |                   | Голів (1 місце)                   | 35   |              |

## Титули і досягнення

### Командні
- Чемпіон Еквадору: 2013
- Володар Кубка Туреччини: 2022-23

### Індивідуальні
- Найкращий бомбардир Південноамериканського кубка: 2013 (5 м'ячів)
- Найкращий бомбардир чемпіонату Мексики: Клаусура 2014 (12 м'ячів)
- Найкращий бомбардир Ліги чемпіонів КОНКАКАФ: 2019 (7 м'ячів)
- Найкращий бомбардир Суперліги: 2022–23 (29 м'ячів)